# Record irlandesi del nuoto
I record irlandesi del nuoto sono i tempi più veloci mai nuotati in una competizione, da un nuotatore rappresentante l'Irlanda.

## Vasca lunga (50 m)

### Uomini
| Gara                     | Tempo    | +  | Atleta                                                                                      | Data             | Evento               | Luogo                  | Ref   |
| ------------------------ | -------- | -- | ------------------------------------------------------------------------------------------- | ---------------- | -------------------- | ---------------------- | ----- |
| Stile libero             |          |    |                                                                                             |                  |                      |                        |       |
| 50 m                     | 21"74    | sf | Tom Fannon                                                                                  | 1 agosto 2024    | Giochi olimpici      | Parigi, Francia        | [ 1 ] |
| 100 m                    | 48"39    | sf | Shane Ryan                                                                                  | 18 giugno 2024   | Campionati europei   | Belgrado, Serbia       | [ 2 ] |
| 200 m                    | 1'46"66  | s  | Jack McMillan                                                                               | 27 luglio 2021   | Giochi olimpici      | Tokyo, Giappone        |       |
| 200 m                    | 1'46"66  | b  | Evan Bailey                                                                                 | 28 luglio 2025   | Campionati mondiali  | Singapore, Singapore   |       |
| 400 m                    | 3'44"35  |    | Daniel Wiffen                                                                               | 13 aprile 2023   | Open di Stoccolma    | Stoccolma, Svezia      | [ 3 ] |
| 800 m                    | 7'38"19  |    | Daniel Wiffen                                                                               | 30 luglio 2024   | Giochi olimpici      | Parigi, Francia        |       |
| 1500 m                   | 14'34"07 |    | Daniel Wiffen                                                                               | 18 febbraio 2024 | Campionati mondiali  | Doha, Qatar            | [ 4 ] |
| Dorso                    |          |    |                                                                                             |                  |                      |                        |       |
| 50 m                     | 24.32    | b  | Shane Ryan                                                                                  | 3 agosto 2018    | Campionati europei   | Glasgow, Regno Unito   |       |
| 100 m                    | 53"73    |    | Shane Ryan                                                                                  | 30 marzo 2019    | Campionati irlandesi | Dublino, Irlanda       |       |
| 200 m                    | 1'56"61  | sf | John Shortt                                                                                 | 14 aprile 2025   | Campionati irlandesi | Dublino, Irlanda       |       |
| Rana                     |          |    |                                                                                             |                  |                      |                        |       |
| 50 m                     | 26"94    | b  | Darragh Greene                                                                              | 23 luglio 2019   | Campionati mondiali  | Gwangju, Corea del Sud |       |
| 100 m                    | 59"76    | b  | Darragh Greene                                                                              | 20 aprile 2021   | Trials irlandesi     | Dublino, Irlanda       |       |
| 200 m                    | 2'10"05  |    | Darragh Greene                                                                              | 28 marzo 2019    | Campionati irlandesi | Dublino, Irlanda       |       |
| Farfalla                 |          |    |                                                                                             |                  |                      |                        |       |
| 50 m                     | 23"44    |    | Max McCusker                                                                                | 20 aprile 2022   | Campionati irlandesi | Dublino, Irlanda       |       |
| 100 m                    | 51"90    | b  | Max McCusker                                                                                | 23 maggio 2024   | Campionati irlandesi | Dublino, Irlanda       | [ 5 ] |
| 200 m                    | 1'56"55  | sf | Brendan Hyland                                                                              | 23 luglio 2019   | Campionati mondiali  | Gwangju, Corea del Sud |       |
| Misti                    |          |    |                                                                                             |                  |                      |                        |       |
| 200 m                    | 2'01"52  |    | Brendan Hyland                                                                              | 30 marzo 2019    | Campionati irlandesi | Dublino, Irlanda       |       |
| 400 m                    | 4'22"57  |    | Jack Cassin                                                                                 | 2 aprile 2023    | Campionati irlandesi | Dublino, Irlanda       | [ 6 ] |
| Staffette a stile libero |          |    |                                                                                             |                  |                      |                        |       |
| 4×100 m                  | 3'16"88  | b  | Jack McMillan (49"12) Jordan Sloan (49"20) Shane Ryan (49"02) Max McCusker(49"54)           | 17 maggio 2021   | Campionati europei   | Budapest, Ungheria     |       |
| 4×200 m                  | 7'12"00  |    | Jack McMillan (1'47"46) Finn McGeeve (1'47"81) Jordan Sloan (1'48"65) Gerry Quinn (1'48"08) | 17 maggio 2021   | Campionati europei   | Budapest, Ungheria     |       |
| Staffetta mista          |          |    |                                                                                             |                  |                      |                        |       |
| 4×100 m                  | 3'33"81  | b  | Conor Ferguson (54"88) Darragh Greene (59"68) Max McCusker (52"04) Shane Ryan (47"21)       | 3 agosto 2024    | Giochi olimpici      | Parigi, Francia        |       |

Legenda:  - Record del mondo;  - Record europeo;
Record non ottenuti in finale: (b) - batteria; (sf) - semifinale; (s) - staffetta prima frazione.
(g) - in costume gommato

### Donne
| Gara                     | Tempo    | +  | Atleta                                                                                              | Data           | Evento                           | Luogo                        | Ref    |
| ------------------------ | -------- | -- | --------------------------------------------------------------------------------------------------- | -------------- | -------------------------------- | ---------------------------- | ------ |
| Stile libero             |          |    | |                |                                  |                              |        |
| 50 m                     | 24"68    | sf | Danielle Hill                                                                                       | 25 maggio 2024 | Campionati irlandesi             | Dublino, Irlanda             | [ 7 ]  |
| 100 m                    | 54"80    |    | Grace Davison                                                                                       | 5 luglio 2025  | Campionati europei giovanili     | Šamorín, Slovacchia          |        |
| 200 m                    | 1'58"88  | sf | Ellen Walshe                                                                                        | 15 aprile 2025 | Campionati irlandesi             | Dublino, Irlanda             |        |
| 400 m                    | 4'07"25  |    | Michelle Smith                                                                                      | 2 luglio 1996  | Giochi olimpici                  | Atlanta, USA                 |        |
| 800 m                    | 8'25"04  |    | Grainne Murphy                                                                                      | 12 agosto 2010 | Campionati europei               | Budapest, Ungheria           |        |
| 1500 m                   | 16'02"29 |    | Grainne Murphy                                                                                      | 14 agosto 2010 | Campionati europei               | Budapest, Ungheria           |        |
| Dorso                    |          |    | |                |                                  |                              |        |
| 50 m                     | 27"64    |    | Danielle Hill                                                                                       | 4 maggio 2024  | Campionati dell'Ulster           | Bangor, Regno Unito          | [ 8 ]  |
| 100 m                    | 59"11    |    | Danielle Hill                                                                                       | 22 maggio 2024 | Campionati irlandesi             | Dublino, Irlanda             | [ 9 ]  |
| 200 m                    | 2'10"75  |    | Melanie Nocher                                                                                      | 22 maggio 2012 | Campionati europei               | Debrecen, Ungheria           |        |
| Rana                     |          |    | |                |                                  |                              |        |
| 50 m                     | 30"29    |    | Mona McSharry                                                                                       | 3 aprile 2023  | Campionati irlandesi             | Dublino, Irlanda             | [ 10 ] |
| 100 m                    | 1'05"51  | sf | Mona McSharry                                                                                       | 29 luglio 2024 | Giochi olimpici                  | Parigi, Francia              |        |
| 200 m                    | 2'22"49  | b  | Mona McSharry                                                                                       | 22 giugno 2024 | Mel Zajac Jr. International Meet | Vancouver, Canada            |        |
| Farfalla                 |          |    | |                |                                  |                              |        |
| 50 m                     | 26"45    |    | Danielle Hill                                                                                       | 13 aprile 2024 | Meeting Internazionale McCullagh | Bangor, Regno Unito          | [ 11 ] |
| 100 m                    | 57"96    |    | Ellen Walshe                                                                                        | 1º aprile 2023 | Campionati irlandesi             | Dublino, Irlanda             |        |
| 200 m                    | 2'08"42  |    | Ellen Walshe                                                                                        | 8 marzo 2025   | Leinster Meeting                 | Dublino, Irlanda             |        |
| Misti                    |          |    | |                |                                  |                              |        |
| 200 m                    | 2'10"49  | sf | Ellen Walshe                                                                                        | 27 luglio 2025 | Campionati mondiali              | Singapore, Singapore         |        |
| 400 m                    | 4'35"32  |    | Ellen Walshe                                                                                        | 2 maggio 2025  | Pro Swim Series                  | Fort Lauderdale, Stati Uniti |        |
| Staffette a stile libero |          |    | |                |                                  |                              |        |
| 4×100 m                  | 3'41"75  | b  | Mona McSharry (55"98) Danielle Hill (55"51) Erin Riordan (55"50) Victoria Patterson (54"76)         | 23 luglio 2023 | Campionati mondiali              | Fukuoka, Giappone            | [ 12 ] |
| 4×200 m                  | 8'07"66  | b  | Sycerika McMahon (2'00"88) Melanie Nocher (2'01"28) Clare Dawson (2'02"07) Grainne Murphy (2'03"43) | 28 luglio 2011 | Campionati mondiali              | Shanghai, Cina               |        |
| Staffetta mista          |          |    | |                |                                  |                              |        |
| 4×100 m                  | 4'00"12  | b  | Danielle Hill (1'00"84) Mona McSharry (1'05"38) Ellen Walshe (58"01) Grace Davison (55"89)          | 3 agosto 2024  | Giochi olimpici                  | Parigi, Francia              |        |

Legenda:  - Record del mondo;  - Record europeo;
Record non ottenuti in finale: (b) - batteria; (sf) - semifinale; (s) - staffetta prima frazione.
(g) - in costume gommato

### Mista
| Gara                     | Tempo   | + | Atleta                                                                                             | Data           | Evento             | Luogo              | Ref |
| ------------------------ | ------- | - | -------------------------------------------------------------------------------------------------- | -------------- | ------------------ | ------------------ | --- |
| Staffetta a stile libero |         |   | |                |                    |                    |     |
| 4x100 m                  | 3'33"06 | b | Max McCusker (50"66) Jordan Sloan (50"13) Erin Riordan (56"27) Victoria Catterson (56"00)          | 22 maggio 2021 | Campionati europei | Budapest, Ungheria |     |
| 4×200 m                  | 7'50"41 |   | Brendan Hyland (1'51"40) Max McCusker (1'52"33) Naomi Trait (2'04"31) Victoria Catterson (2'02"37) | 18 maggio 2021 | Campionati europei | Budapest, Ungheria |     |
| Staffetta mista          |         |   | |                |                    |                    |     |
| 4x100 m                  | 3'49"08 | b | Shane Ryan (54"50) Darragh Greene (59"09) Ellen Walshe (1'00"18) Danielle Hill (55"31)             | 20 maggio 2021 | Campionati europei | Budapest, Ungheria |     |

Legenda:  - Record del mondo;  - Record europeo;
Record non ottenuti in finale: (b) - batteria; (sf) - semifinale; (s) - staffetta prima frazione.
(g) - in costume gommato

## Vasca corta (25m)

### Uomini
| Gara                     | Tempo    | + | Atleta           | Data             | Evento                        | Luogo                          | Ref    |
| ------------------------ | -------- | - | ---------------- | ---------------- | ----------------------------- | ------------------------------ | ------ |
| Stile libero             |          |   |                  |                  |                               |                                |        |
| 50 m                     | 21"07    | b | Shane Ryan       | 14 dicembre 2024 | Campionati mondiali           | Budapest, Ungheria             |        |
| 100 m                    | 46"23    | b | Shane Ryan       | 11 dicembre 2024 | Campionati mondiali           | Budapest, Ungheria             |        |
| 200 m                    | 1'42"74  | b | Jack McMillan    | 18 dicembre 2020 | Campionati irlandesi          | Dublino, Irlanda               |        |
| 400 m                    | 3'35"47  |   | Daniel Wiffen    | 5 dicembre 2023  | Campionati europei            | Otopeni, Romania               | [ 13 ] |
| 800 m                    | 7'20"46  |   | Daniel Wiffen    | 10 dicembre 2023 | Campionati europei            | Otopeni, Romania               |        |
| 1500 m                   | 14'09"11 |   | Daniel Wiffen    | 7 dicembre 2023  | Campionati europei            | Otopeni, Romania               | [ 14 ] |
| Dorso                    |          |   |                  |                  |                               |                                |        |
| 50 m                     | 22"56    |   | Shane Ryan       | 13 dicembre 2024 | Campionati mondiali           | Budapest, Ungheria             |        |
| 100 m                    | 50"17    |   | Shane Ryan       | 16 novembre 2020 | International Swimming League | Budapest, Ungheria             |        |
| 200 m                    | 1'51"60  | b | John Shortt      | 13 dicembre 2024 | Campionati mondiali           | Budapest, Ungheria             |        |
| Rana                     |          |   |                  |                  |                               |                                |        |
| 50 m                     | 26"35    |   | Alexander Murphy | 2 dicembre 2015  | Campionati europei            | Netanya, Israele               |        |
| 100 m                    | 57"69    | b | Alexander Murphy | 15 dicembre 2017 | Campionati europei            | Copenaghen, Danimarca          |        |
| 200 m                    | 2'06"45  | b | Eoin Corby       | 13 dicembre 2024 | Campionati mondiali           | Budapest, Ungheria             |        |
| Farfalla                 |          |   |                  |                  |                               |                                |        |
| 50 m                     | 22"80    |   | Shane Ryan       | 10 novembre 2020 | International Swimming League | Budapest, Ungheria             |        |
| 100 m                    | 50"53    |   | Shane Ryan       | 24 ottobre 2020  | International Swimming League | Budapest, Ungheria             |        |
| 200 m                    | 1'53"19  | b | Brendan Hyland   | 11 dicembre 2018 | Campionati mondiali           | Hangzhou, Cina                 |        |
| 200 m                    | 1'53"19  | b | Jack Cassin      | 12 dicembre 2024 | Campionati mondiali           | Budapest, Ungheria             |        |
| Misti                    |          |   |                  |                  |                               |                                |        |
| 100 m                    | 53"09    |   | Jack McMillan    | 6 novembre 2021  | Ulster Championships          | Belfast, Regno Unito           |        |
| 200 m                    | 1'56"74  |   | Brendan Hyland   | 12 dicembre 2019 | Campionati irlandesi          | Dublino, Irlanda               |        |
| 400 m                    | 4'11"05  |   | Daniel Wiffen    | 9 dicembre 2022  | Campionati scozzesi           | Edimburgo, Regno Unito         |        |
| Staffette a stile libero |          |   |                  |                  |                               |                                |        |
| 4x50 m                   | 1'27"06  | b |                  | 4 dicembre 2019  | Campionati europei            | Glasgow, Regno Unito           |        |
| 4x100 m                  | 3'10"19  |   |                  | 12 dicembre 2019 | Campionati irlandesi          | Dublino, Irlanda               |        |
| 4x200 m                  | 6'59"54  |   |                  | 19 dicembre 2021 | Campionati mondiali           | Abu Dhabi, Emirati Arabi Uniti |        |
| Staffette miste          |          |   |                  |                  |                               |                                |        |
| 4x50 m                   | 1'34"14  | b |                  | 8 dicembre 2019  | Campionati europei            | Glasgow, Regno Unito           |        |
| 4x100 m                  | 3'26"60  |   |                  | 15 dicembre 2019 | Campionati irlandesi          | Dublino, Irlanda               |        |

Legenda:  - Record del mondo;  - Record europeo;
Record non ottenuti in finale: (b) - batteria; (sf) - semifinale; (s) - staffetta prima frazione.
(g) - in costume gommato

### Donne
| Gara                     | Tempo    | +  | Atleta             | Data             | Evento               | Luogo                          | Ref |
| ------------------------ | -------- | -- | ------------------ | ---------------- | -------------------- | ------------------------------ | --- |
| Stile libero             |          |    |                    |                  |                      |                                |     |
| 50 m                     | 24"16    | sf | Danielle Hill      | 5 dicembre 2023  | Campionati europei   | Otopeni, Romania               |     |
| 100 m                    | 53"03    |    | Danielle Hill      | 13 dicembre 2023 | Campionati irlandesi | Limerick, Irlanda              |     |
| 200 m                    | 1'55"94  |    | Victoria Catterson | 9 dicembre 2023  | Campionati europei   | Otopeni, Romania               |     |
| 400 m                    | 4'02"86  |    | Grainne Murphy     | 27 novembre 2010 | Campionati europei   | Eindhoven, Paesi Bassi         |     |
| 800 m                    | 8'18"03  |    | Grainne Murphy     | 17 dicembre 2011 | Duel in the Pool     | Atlanta, USA                   |     |
| 1500 m                   | 16'32"73 |    | Antoinette Neamt   | 14 dicembre 2014 | Campionati irlandesi | Dublino, Irlanda               |     |
| Dorso                    |          |    |                    |                  |                      |                                |     |
| 50 m                     | 26"33    |    | Danielle Hill      | 8 dicembre 2023  | Campionati europei   | Otopeni, Romania               |     |
| 100 m                    | 57"56    |    | Danielle Hill      | 9 dicembre 2023  | Campionati europei   | Otopeni, Romania               |     |
| 200 m                    | 2'04"29  |    | Melanie Nocher     | 11 dicembre 2011 | Campionati europei   | Stettino, Polonia              |     |
| Rana                     |          |    |                    |                  |                      |                                |     |
| 50 m                     | 29"59    |    | Mona McSharry      | 17 dicembre 2021 | Campionati mondiali  | Abu Dhabi, Emirati Arabi Uniti |     |
| 100 m                    | 1'03"92  |    | Mona McSharry      | 20 dicembre 2021 | Campionati mondiali  | Abu Dhabi, Emirati Arabi Uniti |     |
| 200 m                    | 2'20"19  |    | Mona McSharry      | 21 dicembre 2021 | Campionati mondiali  | Abu Dhabi, Emirati Arabi Uniti |     |
| Farfalla                 |          |    |                    |                  |                      |                                |     |
| 50 m                     | 25"45    | sf | Ellen Walshe       | 10 dicembre 2024 | Campionati mondiali  | Budapest, Ungheria             |     |
| 100 m                    | 55"50    | sf | Ellen Walshe       | 13 dicembre 2024 | Campionati mondiali  | Budapest, Ungheria             |     |
| 200 m                    | 2'07"04  |    | Michelle Smith     | 8 settembre 1997 |                      |                                |     |
| Misti                    |          |    |                    |                  |                      |                                |     |
| 100 m                    | 58"55    | sf | Ellen Walshe       | 12 dicembre 2024 | Campionati mondiali  | Budapest, Ungheria             |     |
| 200 m                    | 2'05"52  |    | Ellen Walshe       | 10 dicembre 2024 | Campionati mondiali  | Budapest, Ungheria             |     |
| 400 m                    | 4'26"52  |    | Ellen Walshe       | 16 dicembre 2021 | Campionati mondiali  | Abu Dhabi, Emirati Arabi Uniti |     |
| Staffette a stile libero |          |    |                    |                  |                      |                                |     |
| 4x50 m                   | 1'42"31  | b  |                    | 12 dicembre 2008 | Campionati europei   | Fiume, Croazia                 |     |
| 4x100 m                  | 3'41"09  |    |                    | 12 dicembre 2019 | Campionati irlandesi | Dublino, Irlanda               |     |
| 4x200 m                  | 8'07"86  |    |                    | 13 dicembre 2019 | Campionati irlandesi | Dublino, Irlanda               |     |
| Staffette miste          |          |    |                    |                  |                      |                                |     |
| 4x50 m                   | 1'49"31  | b  |                    | 8 dicembre 2019  | Campionati europei   | Glasgow, Regno Unito           |     |
| 4x100 m                  | 3'59"95  |    |                    | 15 dicembre 2019 | Campionati irlandesi | Dublino, Irlanda               |     |

Legenda:  - Record del mondo;  - Record europeo;
Record non ottenuti in finale: (b) - batteria; (sf) - semifinale; (s) - staffetta prima frazione.
(g) - in costume gommato

### Mista
| Gara                     | Tempo   | + | Atleta | Data            | Evento             | Luogo                | Ref |
| ------------------------ | ------- | - | ------ | --------------- | ------------------ | -------------------- | --- |
| Staffetta a stile libero |         |   |        |                 |                    |                      |     |
| 4x50 m                   | 1'31"86 |   |        | 7 dicembre 2019 | Campionati europei | Glasgow, Regno Unito |     |
| Staffetta mista          |         |   |        |                 |                    |                      |     |
| 4x50 m                   | 1'41"00 | b |        | 5 dicembre 2019 | Campionati europei | Glasgow, Regno Unito |     |

Legenda:  - Record del mondo;  - Record europeo;
Record non ottenuti in finale: (b) - batteria; (sf) - semifinale; (s) - staffetta prima frazione.
(g) - in costume gommato

### Specifiche
1. ↑   Paris 2024 Semifinali 50m știe libero maschili (PDF), su olympics.com.
2. ↑  (EN) Anya Pelshaw, 2024 European Championships: Day 2 Finals Live Recap, su SwimSwam, 18 giugno 2024. URL consultato il 21 giugno 2024.
3. ↑  (EN) Malmsten Swim Open Stockholm, su livetiming.dk. URL consultato il 29 aprile 2023.
4. ↑   Finale 1500m sl maschili (PDF), su omegatiming.com.
5. ↑  (EN) Retta Race, McCusker Hits 51.90 100 Butterfly Irish Record During Day 2 Heats, su SwimSwam, 23 maggio 2024. URL consultato il 24 maggio 2024.
6. ↑  (EN) Retta Race, Jack Cassin Posts Irish National Record In Men's 400 IM, su SwimSwam, 3 aprile 2023. URL consultato il 19 aprile 2023.
7. ↑  (EN) Retta Race, Hill & Ryan Lower Newly-Minted Irish Records On Penultimate Night Of Trials, su SwimSwam, 26 maggio 2024. URL consultato il 26 maggio 2024.
8. ↑  (EN) Retta Race, Danielle Hill Notches 27.65 50 Back Irish Record At Ulster Championships, su SwimSwam, 5 maggio 2024. URL consultato il 7 maggio 2024.
9. ↑  (EN) Retta Race, Danielle Hill Fires Off Irish 59.11 100 Back Record, Qualifies For Paris 2024, su SwimSwam, 22 maggio 2024. URL consultato il 23 maggio 2024.
10. ↑   Giusy Cisale, Mona McSharry Record Irlandese 50 Rana-Seconda Al Mondo, su SwimSwam, 4 aprile 2023. URL consultato il 4 aprile 2023.
11. ↑  (EN) Retta Race, Danielle Hill Clocks 50 Fly Irish Record At 2024 McCullagh International, su SwimSwam, 13 aprile 2024. URL consultato il 14 aprile 2024.
12. ↑   Batterie 4x100 metri stile libero femminili (PDF), su omegatiming.com.
13. ↑  (EN) Retta Race, Daniel Wiffen Registers New Irish Record In SCM 400 Free - 3:35.47, su SwimSwam, 5 dicembre 2023. URL consultato il 7 dicembre 2023.
14. ↑  (EN) Mark Wild, 2023 European Short Course Championships: Day 3 Finals Live Recap, su SwimSwam, 7 dicembre 2023. URL consultato il 7 dicembre 2023.